# Rotterdam-Zuid
Rotterdam-Zuid omvat het gedeelte van Rotterdam dat ten zuiden van de Nieuwe Maas ligt. Rotterdam-Zuid telt, met de bestuurscommissiegebieden Charlois, Feijenoord en IJsselmonde circa 240.000 inwoners. Van oudsher wordt gesproken over "op Zuid" (in plaats van "in Zuid").
Oorspronkelijk werden de stadsdelen slechts door bruggen via het Noordereiland met elkaar verbonden. Voor het overige was men aangewezen op veerponten. Later kwam daar in 1942 de Maastunnel en in het midden van de zestiger jaren de eerste Van Brienenoordbrug bij. Latere verbindingen werden de Willemsbrug en de Erasmusbrug. Nadat de Erasmusbrug in 1996 was opgeleverd, zijn de ontwikkelingen in Rotterdam-Zuid snel gegaan. Mede dankzij de komst van onder andere de Gemeente Rotterdam, het Havenbedrijf, de Belastingdienst, de Rechtbank, Hogeschool InHolland, Deloitte en AKD is de Kop van Zuid een zakelijk district geworden.

## Ontstaan
De eerste stap van Rotterdam naar Zuid werd gezet in 1591. Rotterdam kocht toen een groot deel van het Feijenoord (het gebied tussen het Zwanegat en de Nieuwe Maas). In 1658 werd het restant van Feijenoord gekocht. Na het gereedkomen van de Nieuwe Waterweg in 1872 begon de Rotterdamse haven aan een onstuimige ontwikkeling, die grotendeels op Rotterdam-Zuid gerealiseerd werd. De eerste ontwikkelingen waren een particulier initiatief onder leiding van Lodewijk Pincoffs. In 1878 kwam een vaste oeververbinding tussen Rotterdam en Zuid tot stand.
De bevolking van Rotterdam-Zuid bestond in de eerste decennia voornamelijk uit havenarbeiders, die voor een groot deel afkomstig waren van het platteland van de Zuid-Hollandse en Zeeuwse eilanden en uit Noord-Brabant.
Rotterdam heeft in de loop der jaren diverse gemeenten op het eiland IJsselmonde geannexeerd: Charlois (met Katendrecht) in 1895 en IJsselmonde (met Lombardijen), Hoogvliet en Pernis (met Langebakkersoord en 's-Gravenambacht) in 1941. Daarnaast zijn ook delen van Rhoon, Poortugaal, Spijkenisse, Geervliet en Heenvliet bij Rotterdam terechtgekomen.
Vanwege de aparte ligging worden Hoogvliet en Pernis niet beschouwd als onderdeel van Rotterdam-Zuid. Daardoor zijn deze plaatsen aan volledige annexatie ontkomen, zoals bij Charlois, IJsselmonde, Lombardijen en Katendrecht.

## Bestuurscommissiegebieden en wijken
Rotterdam-Zuid is geen aparte bestuurlijke eenheid maar bestaat uit drie complete bestuurscommissiegebieden die verder opgedeeld kunnen worden in wijken:
- Charlois:
Carnisse, Heijplaat, Oud-Charlois, Pendrecht, Tarwewijk, Wielewaal, Zuidwijk
- Feijenoord:
Afrikaanderwijk, Bloemhof, Feijenoord, Hillesluis, Katendrecht, Noordereiland, Vreewijk, Kop van Zuid
- IJsselmonde:
Beverwaard, De Veranda, Groenenhagen-Tuinenhoven, Hordijkerveld, Kreekhuizen, Lombardijen, Oud-IJsselmonde, Reyeroord, Sportdorp, Zomerland

De volgende Rotterdamse stadsdelen (dorpen) liggen eveneens op het eiland IJsselmonde en zijn aparte woonplaatsen binnen de gemeente Rotterdam:
- Hoogvliet:
Boomgaardshoek, Meeuwenplaat, Middengebied, Nieuw Engeland, Oudeland, Tussenwater, Westpunt, Zalmplaat
- Pernis

## Ziekenhuizen

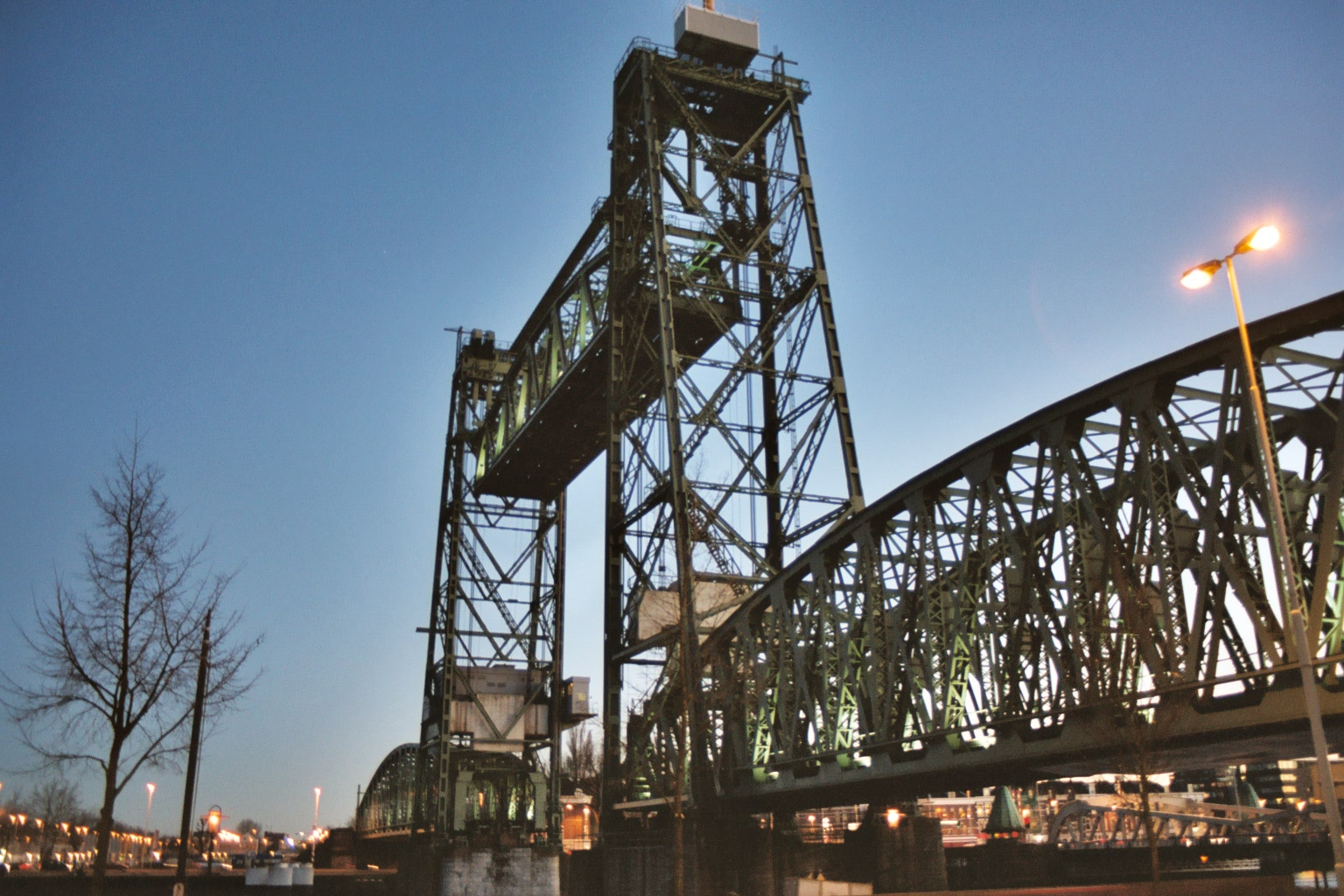
De Hefbrug naar Zuid (spoorbrug)

- Daniel den Hoedkliniek
- Ikazia ziekenhuis
- Maasstad Ziekenhuis

## Openbaar vervoer
Rotterdam-Zuid is voorzien van diverse bus- en tramlijnen met de daarbij behorende haltes. Daarnaast komen metrolijnen D en E door Rotterdam-Zuid.
In Rotterdam-Zuid bevinden zich drie treinstations: Station Zuid, Station Lombardijen en Station Stadion. Dit laatste is alleen opengesteld tijdens de dagen dat er een voetbalwedstrijd in De Kuip is. Alle treinstations liggen aan de spoorlijn Rotterdam Centraal - Dordrecht en worden bediend door de NS.

## Bekende straten
De Beijerlandselaan en Groene Hilledijk waren ooit dé winkelstraten van Rotterdam-Zuid, toen winkelcentrum Zuidplein nog niet bestond. Het zijn twee achter elkaar aansluitende straten die samen een lengte van 2 kilometer winkelstraat vormen, genaamd Boulevard-Zuid.
Ze worden doorkruist door de Randweg en de Hillevliet, twee straten met singels.

## De boerenzij
De echte zuiderling voelt zich wel Rotterdammer, maar veel Rotterdammers van boven de rivier vonden de zuiderling geen echte Rotterdammer. Tot in de eerste decennia na de Tweede Wereldoorlog werden ze door hen als boeren beschouwd, wat aanleiding vormde voor de benaming 'Boerenzij'. Dit kwam vooral door de grote import van arbeiders die naar de stad trokken om er emplooi te vinden.